# Rustum Kozain
Rustum Kozain (Sud-àfrica, 1966) és un poeta i escriptor sud-africà. Nascut a Paarl, és poeta i editor, ha publicat també ressenyes, assajos i contes. Els seus poemes han estat publicats a revistes i antologies. La primera compilació de la seva obra poètica, que va aparèixer l'any 2005 sota el títol This Carting Life, li ha valgut diversos premis.

## Obres
- This Carting Life, Kwela Books, 2005
- Groundwork, Kwela Books, 2012